# Куэнка, Марсело Алехандро
Марсело Алехандро Куэнка (исп. Marcelo Alejandro Cuenca; 18 мая 1956 год, Кордова, Аргентина) — католический прелат, третий епископ Альто-Валье-дель-Рио-Негро с 10 февраля 2010 года.

## Биография
Родился 18 мая 1956 года в Кордове, Аргентина. 8 декабря 1983 года был рукоположён в священники для служения в архиепархии Кордовы.
10 февраля 2010 года Папа Римский Бенедикт XVI назначил его епископом Альто-Валье-дель-Рио-Негро. 25 марта 2010 года состоялось его рукоположение в епископы, которое совершил апостольский нунций в Аргентине Адриано Бернардини в сослужении с архиепископом Кордовы Карлосом Хосе Наньесом и епископом Пуэрто-Игуасу Марсело Раулем Марторелем.